# MAMA (小説)
『MAMA』（ママ）は、紅玉いづきによる日本のライトノベル。イラストはカラス。電撃文庫（アスキー・メディアワークス）より、2008年2月に刊行された。

## 概要
大賞受賞後、2作目の「人喰い物語」として発表された。前作と違い挿絵はあるが数は少なく、口絵としてのカラーイラスト数点・モノクロの扉絵2点のみとなっている。また後半には姉妹作の「AND」が収録されている。

## ストーリー
舞台は魔術に栄えた海辺の王国ガーダルシア。確かな魔力を持つ魔術師の血筋サルバドールに生まれたにも関わらず生まれつき魔術の才に恵まれなかった少女・トト。ある日トトは数百年前に封印されたという〈人喰いの魔物〉が眠る神殿の書庫の奥に迷い込んでしまう。両耳を失って魔物の封印を解き、強大な魔力を手に入れたトトは孤独な〈人喰いの魔物〉のママになろうとする。

## 登場人物

### MAMA
サルバドール・トト
魔術師であるサルバドール家直系の末端にも関わらず、魔術の才能に恵まれない少女。　そのため、「サルバドールの落ちこぼれ」と呼ばれ、苛められている。読書好き。
ひどくくせのある茶色の巻き毛に、ラヴェンダーの瞳を持つ。
ホーイチに耳を食べられるも、どんな異国の言葉もわかる耳を手に入れ、「ヘヴンズ・イヤー」と呼ばれるようになり、十年後には外交官を務めるようになった。
ホーイチ
浅黒い肌に水色の瞳を持ち、片方の瞳のすぐ下に三連のほくろがある、少年の姿をした「ガーダルシアの人喰い」。トトにホーイチと名付けられる。
昔、アベルダインという少年を喰らった為、彼の身体とその名前を受け継いだ。
ゼクンの存在に嫉妬のようなものを抱いていたが、トトの事を考え、彼との勝負をもちかける。その前日にトトに耳を返した。
ティーラン
ガーダルシアの王家の姫君。トトよりも若い。どこか棘のある辛辣な言葉を使い、初対面のトトの顔をひきつらせたが、本人はトトを友達と思っていた。
我慢が嫌いで、人喰いのホーイチを見ても恐れなかった。
ゼクン
本名は「ゼクン＝Ｋ＝ジタリー」。
深い緑の髪を持ち、鼻の上に横一文字に走った大きな傷跡がある。責任感が強い。一流の武人になるために武者修行をしている。
トトを「先生」と呼び慕っていたが、いつしか「守りたい」という気持ちに変わる。最終的に、ホーイチと勝負をしてゼクンが勝ち、トトを守り続けた。後に彼女と一子をもうける。

### AND
ダミアン
ミレイニア
ホーイチ